# Truth In Separation
Truth In Separaion е вторият EP на Story Of The Year, по онова време по-известни като Big Blue Monkey.

## Песни
1. Headcase 4:07
2. September 4:03
3. Forlife 2:41
4. With One Voice 3:39

## Членове на групата
- Джон Тейлър – Вокалист
- Райън Филипс – Бас китара
- Джош Уилс – Соло китара
- Дан Марсала – Барабани